# جون كاتلر
جون كاتلر (بالإنجليزية: John Cutler)‏ هو متسابق يخت نيوزيلندي، ولد في 8 يونيو 1962 في مانشستر في المملكة المتحدة.

## وصلات خارجية
- جون كاتلر على موقع أوليمبيديا (الإنجليزية)
- جون كاتلر على موقع اللجنة الأولمبية النيوزيلندية (الإنجليزية)